# Pribinova ulice (Bratislava)
Pribinova ulice je ulice v Bratislavě, v městských částech Staré Mesto a Ružinov. Do 1. dubna 1991 se ulice jmenovala Martanovičova ulice, podle Rudolfa Martanoviče (1898–1955), slovenského komunistického politika. Od té doby se ulice jmenuje podle knížete Pribiny († 861).

## Významné budovy
Nachází se zde jedna z nejvyšších budov v Bratislavě – Tower 115 (předchozí název Pressburgcentrum, ještě starší název Presscentrum) a připravuje se zde výstavba dvojice budov komplexu Panorama City, které se po dokončení stanou prvními výškovými budovami na Slovensku, s výškou 177,5 metrů.
Na Pribinové ulici, číslo 17 je postavena budova Slovenského národního divadla.

## Blízké ulice
- Dostojevského rad
- Krupkova ulice
- Olejkárska ulice
- Náměstí Milana Rastislava Štefánika
- Čulenova ulice
- Košická ulice